# その話…諸説アリ
『その話…諸説アリ』（そのはなし しょせつアリ）は2016年2月1日から2月22日までテレビ東京の『ソコアゲ★ナイト』月曜枠で放送されていた情報バラエティ番組。
あらゆる”諸説”を紹介するという内容である。

## 放送リスト
| 回 | 放送日  | 内容                     | 出演者                                     | 備考 |
| -- | ------- | ------------------------ | ------------------------------------------ | ---- |
| 1  | 2月1日  | 桃太郎発祥の地           | オードリー                                 |      |
| 2  | 2月8日  | 忠犬ハチ公               | ケンドーコバヤシ、生駒里奈（乃木坂46）     |      |
| 3  | 2月15日 | 巌流島の決闘他           | アンジャッシュ                             |      |
| 4  | 2月22日 | 忍者の里・キラキラネーム | 川島明（麒麟）、吉村崇（平成ノブシコブシ） |      |

## ネット局と放送時間
| 放送対象地域   | 放送局         | 系列           | 放送日時                     | 放送期間                | 備考       |
| -------------- | -------------- | -------------- | ---------------------------- | ----------------------- | ---------- |
| 関東広域圏     | テレビ東京     | テレビ東京系列 | 月曜 23:58 - 翌0:45          | 2016年2月1日 - 2月22日  | 制作局     |
| 北海道         | テレビ北海道   | テレビ東京系列 | 月曜 23:58 - 翌0:45          | 2016年2月1日 - 2月22日  | 同時ネット |
| 愛知県         | テレビ愛知     | テレビ東京系列 | 月曜 23:58 - 翌0:45          | 2016年2月1日 - 2月22日  | 同時ネット |
| 岡山県・香川県 | テレビせとうち | テレビ東京系列 | 月曜 23:58 - 翌0:45          | 2016年2月1日 - 2月22日  | 同時ネット |
| 福岡県         | TVQ九州放送    | テレビ東京系列 | 月曜 23:58 - 翌0:45          | 2016年2月1日 - 2月22日  | 同時ネット |
| 和歌山県       | テレビ和歌山   | 独立局         | 金曜 1:34 - 2:20（木曜深夜） | 2016年2月26日 - 3月25日 | 遅れネット |
| 熊本県         | テレビくまもと | フジテレビ系列 | 金曜 0:25 - 1:15（木曜深夜） | 2016年4月15日 - 5月13日 | 遅れネット |
| 福島県         | 福島中央テレビ | 日本テレビ系列 | 日曜 12:45 - 13:35           | 2016年6月5日 - 6月26日  | 遅れネット |
| 新潟県         | 新潟放送       | TBS系列        | 土曜 16:15 - 17:00           | 2016年6月11日 - 6月25日 | 遅れネット |

この他にも、全4回のうちの1-2回程度を単発扱いでネットした系列外局が多数存在する。